# Agaue fuscata
Agaue fuscata is een mijtensoort uit de familie van de Halacaridae. De wetenschappelijke naam van de soort is voor het eerst geldig gepubliceerd in 2008 door Bartsch.